# Jon Per Nygård
Jon Per Nygård (* 28. Mai 1967) ist ein ehemaliger norwegischer Biathlet.
Jon Per Nygård bestritt seit Anfang der 1990er Jahre bis 1995 Rennen im Biathlon-Weltcup. Danach kam er häufig im Biathlon-Europacup zum Einsatz. Bei den Sommerbiathlon-Weltmeisterschaften 1997 in Krakau gewann er beim erstmals ausgetragenen Staffelrennen gemeinsam mit Egil Gjelland, Dag Bjørndalen und Ole Einar Bjørndalen den Titel. Auch 1998 nahm er an der Sommer-WM teil und wurde 13. des Sprints und 25. der Verfolgung. In der Saison 1999/2000 belegte Nygård in Alt St. Johann in einem Sprint und einem Verfolgungsrennen hinter Hans Achorner zweite Plätze. Am erfolgreichsten verlief die letzte Saison 2002/03 des Norwegers. Zum Auftakt der Saison in Ål gewann er das Einzel. Obwohl keine weiteren Podestplatzierungen folgten, wurde er am Ende der Saison in der Gesamtwertung hinter den Österreichern Hans-Peter Foidl und Fritz Pinter Dritter. Bei den norwegischen Meisterschaften 1997 in Snåsa und 1999 in Tana hinter Jon Åge Tyldum und Dag Bjørndalen die Silbermedaillen in den Einzeln.

## Biathlon-Weltcup-Platzierungen
Die Tabelle zeigt alle Platzierungen (je nach Austragungsjahr einschließlich Olympische Spiele und Weltmeisterschaften).
- 1.–3. Platz: Anzahl der Podiumsplatzierungen
- Top 10: Anzahl der Platzierungen unter den ersten zehn (einschließlich Podium)
- Punkteränge: Anzahl der Platzierungen innerhalb der Punkteränge (einschließlich Podium und Top 10)
- Starts: Anzahl gelaufener Rennen in der jeweiligen Disziplin
- Staffel: inklusive Mixed- und Single-Mixed-Staffeln

| Platzierung                                              | Einzel | Sprint | Verfolgung | Massenstart | Staffel | Gesamt |
| -------------------------------------------------------- | ------ | ------ | ---------- | ----------- | ------- | ------ |
| 1. Platz                                                 |        |        |            |             |         |        |
| 2. Platz                                                 |        |        |            |             |         |        |
| 3. Platz                                                 |        |        |            |             |         |        |
| Top 10                                                   |        |        |            |             |         |        |
| Punkteränge                                              |        |        |            |             |         |        |
| Starts                                                   | 3      | 3      |            |             |         | 6      |
| Stand: Karriereende, Daten möglicherweise nicht komplett |        |        |            |             |         |        |